# Carles VII del Sacre Imperi Romanogermànic
Carles VII del Sacre Imperi Romanogermànic o Carles Albert I de Baviera (Brussel·les 1697 - Múnic 1745) fou un Elector de Baviera des de 1726 i fins a 1745, any en què morí. Des de 1742 i fins a la seva mort fou emperador del Sacre Imperi Romanogermànic.

## Orígens familiars
Nat a Brussel·les el dia 6 d'agost de 1697 essent fill de l'elector Maximilià II Manuel de Baviera i de la princesa polonesa Teresa Coneguda Sobieski. Carles Albert era net per via paterna de l'elector Ferran I Maria de Baviera i de la princesa Adelaida Enriqueta de Savoia; mentre que per via materna ho era del rei Joan III Sobieski i de l'aristòcrata francesa Maria Casimira Lluïsa de la Grange d'Arquien.

## Núpcies i descendents
El dia 5 d'octubre de 1722 contragué matrimoni a Viena amb l'arxiduquessa Maria Amàlia d'Àustria, filla de l'emperador Josep I, emperador romanogermànic i de la duquessa Guillemina Amàlia de Brunsvic-Wolfenbüttel. La parella tingué set fills:
- SAR la princesa Maximiliana de Baviera, nada a Múnic el 1723 i morta pocs dies després.
- SAR la princesa Maria Antònia de Baviera, nada a Múnic el 1724 i morta a Dresden el 1780. Es casà amb l'elector Frederic Cristià I de Saxònia.
- SAR la princesa Teresa Benedicta de Baviera, nada a Múnic el 1725 i morta a Múnic el 1743.
- SM l'elector Maximilià III Josep de Baviera, nat a Múnic el 1727 i mort el 1777 a Múnic.
- SAR el príncep Josep Lluís de Baviera, nat a Múnic el 1728 i mort el 1733 a Múnic.
- SAR la princesa Maria Anna de Baviera, nada a Múnic el 1734 i morta a Baden-Baden. Es casà amb el marcgravi Lluís Jordi de Baden-Baden
- SAR la princesa Maria Josepa de Baviera, nada a Múnic el 1741 i morta el 1767 a Viena. Es casà el 1765 a Viena amb l'emperador Josep II del Sacre Imperi Romanogermànic.

## Vida política

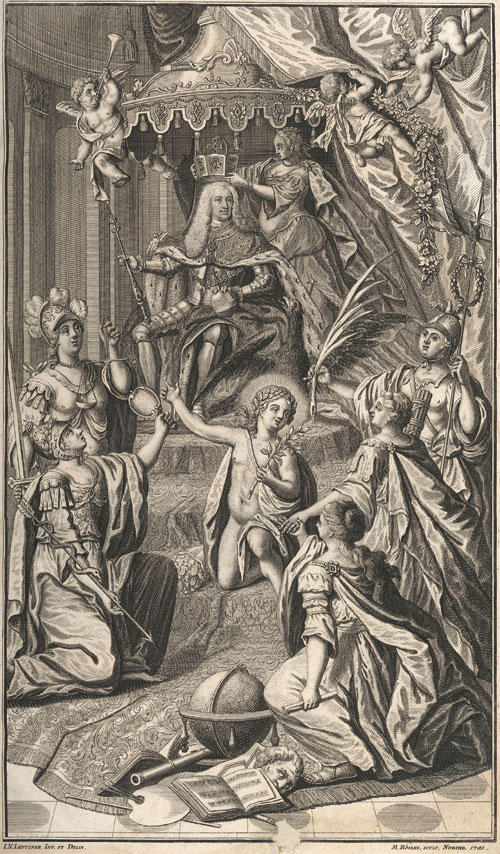
Al·legoria de la coronació de Carles VII.

El germà de Carles Albert, el príncep Josep Ferran de Baviera, era un dels principals candidats a ocupar el tron espanyol després de la mort de Carles II de Castella; ara bé, la mort d'aquest l'any 1699 frustrà la candidatura d'un príncep bavarès al tron espanyol. Aquest fet i l'esclat de la guerra l'any 1700 feren que els Wittelsbach fossin fets presoners per l'exèrcit austríac i transportats i retinguts a Àustria fins a l'any 1715.
L'any 1716, Carles Albert donà suport a Àustria en la guerra contra els turcs amb l'aportació d'un contingent bavarès. L'any 1726 accedí al tron bavarès jugant una política d'amistat tant amb França com amb Àustria. Durant el seu regnat es procedí a la construcció de l'enorme palau de Nymphenburg.
Però si per quelcom és recordat Carles Albert és pel seu rol jugat en el marc de Guerra de successió austríaca. Amb la mort de Carles VI, emperador romanogermànic, la seva filla primogènita havia d'accedir al tron del Sacre Imperi Romanogermànic i així ha havia acceptat Carles Albert amb l'acceptació de la Pragmàtica Sanció del 1713. Ara bé, l'esposa de Carles Albert, l'arxiduquessa Maria Amàlia d'Àustria, era cosina de la candidata Maria Teresa I d'Àustria i filla del germà gran de Carles VI. Carles Albert argumentà que davant de l'absència de descendència masculina a la família dels Habsburg, la seva esposa havia d'ésser l'hereva de la família com a neta primogènita de l'emperador Leopold I, emperador romanogermànic.
Carles va reclamar els territoris alemanys de la dinastia dels Habsburg, i es va aliar amb França i Espanya contra Àustria pel tractat de Nymphenburg. Una força combinada franco-bavaresa va creuar el Rin el 15 d'agost avançant al llarg del Danubi cap a Viena, capturant Linz el 14 de setembre, i units amb un exèrcit saxó de 20.000 homes, van avançar cap a Praga des de tres punts diferents, trobant inicialment poca resistència. Al cap de poc, els austríacs tenien un exèrcit a Tábor, mentre que Wilhelm Reinhard von Neipperg es va haver de retirar de Silèsia per defensar Viena. Mentre Frederic el Gran completava la seva conquesta de Silèsia, Maurici de Saxònia va prendre Praga el 26 de novembre de 1741, permetent que el dia 9 de desembre de 1741 Carles Albert de Baviera fos coronat rei de Bohèmia el 9 de desembre de 1741 a Praga i el 24 de gener de 1742 a proposta del príncep-elector de Colònia, Clement August de Baviera, proclamat emperador del Sacre Imperi Romanogermànic, privant els Habsburg d'un títol electiu que ostentaven ininterrompudament des del segle xiv. Maria Teresa, que havia obtingut el suport econòmic i diplomàtic de la Gran Bretanya va acabar amb Khevenhüller derrotant decisivament un exèrcit franco-bavarès a la batalla de Sankt Pölten, avançant pel Danubi i capturant Linz recuperant Bohèmia i l'Alta Àustria, mentre una segona columna comandada per Johann Bärenklau es movia a través del Tirol prenent Múnic. Carles Albert aconseguí firmar un acord militar amb el rei Frederic II de Prússia amb el qual aconseguí recuperar els seus territoris i Múnic.
El dia 20 de gener de 1745 morí després d'haver retornar a Múnic. A la seva mort, el seu hereu, l'elector Maximilià III Josep de Baviera signà la pau amb Àustria i es retirà del conflicte malgrat que aquest continuà fins al 1748.